# Leonardów (województwo lubelskie)
Leonardów – wieś w Polsce położona w województwie lubelskim, w powiecie łukowskim, w gminie Serokomla.
W latach 1975–1998 miejscowość administracyjnie należała do województwa siedleckiego.
Wieś stanowi sołectwo w gminie Serokomla. Według Narodowego Spisu Powszechnego z roku 2011 wieś liczyła 144 mieszkańców.
Wierni Kościoła rzymskokatolickiego należą do parafii św. Stanisława w Serokomli.